# Phaeostigma (Phaeostigma) galloitalicum
Phaeostigma (Phaeostigma) galloitalicum is een kameelhalsvliegensoort uit de familie van de Raphidiidae. De soort komt voor in Frankrijk en Italië.
Phaeostigma (Phaeostigma) galloitalicum werd voor het eerst wetenschappelijk beschreven door H. Aspöck & U. Aspöck in 1976.